# Суперсолдат
Суперсолдат — военнослужащий с улучшенными боевыми показателями, достигнутыми за счёт применения различных технических средств, химических и/или биологических препаратов и т. п.

## Теория

### Биотехнологический метод

#### Генная инженерия
Существуют мутации, наличие которых способно принести пользу организму человека. Если вызвать данные мутации у обычного человека, можно добиться улучшения физических характеристик.

##### Мутация гена LRP5
Он отвечает за плотность костей, и его мутация может вызвать их уплотнение, что даст солдату больше стойкости и силы. Ученые считают, что это связано с увеличенным количеством сигналов костного роста. Одним из обладателей такого рода мутации является так называемый «Джон». В 1994 году он попал в аварию, однако его кости не пострадали.
Одним из недостатков данной мутации является то, что человек, попав в воду, будет тонуть как топор, что делает наличие такого солдата в рядах ВМФ нежелательным. Также некоторые из них страдают от сдавленных нервов, анемии, головных болей и проблем со зрением.

##### Мутация гена DLX3
Техно-Дентно-Костный Синдром, связанный с мутацией гена DLX3 Так же упрочняет кости, делая их плотнее и прочнее.
Помимо сложности с плаванием, из-за мутации, зубы ногти и волосы становятся слабыми, постоянно ломаясь и вываливаясь. Кости растут несколько деформировано, включая некорректную форму и плохой прикус.

##### Мутация гена ACTN3
Данный ген отвечает за сокращение мышц, и увеличение количества данного белка вызывает взрывной всплеск мышечной силы. Уменьшается количество жировой массы.
Ген сам по себе не несёт побочных эффектов для самих мышц, однако сами мышцы крепятся на кости, как более прочный материал, способный выдержать давление мышц. Усиленное сокращение увеличит вероятность перелома. Поэтому, желательно сочетание мутации гена ACTN3 с мутацией гена LRP5.

##### Мутация выработки Миостатина и Фоллистатина
Миостатин подавляет мышечный рост; Фоллистатин подавляет Миостатин. За оба белка отвечают по гену; за Миостатин отвечают гены MSTN, которых у человека 2. Мутация отвечающих за эти белки генов вызывает взрывной рост мышечной массы и увеличение размеров — что увеличивает физическую силу и живучесть. Сочетание двух мутировавших генов MSTN, мутации LRP5 и ACTN3 должна дать фактически сверхчеловеческую силу и живучесть.
Самих по себе побочных эффектов мутации генов не несут, однако повышенная мышечная масса требует больше пищи и соразмерной инфраструктуры — поскольку такие мутанты тяжелее нормальных представителей вида в 1.5 — а в некоторых случаях, в 2 или 3 раза — а так же несколько более громоздки. Могут возникнуть проблемы со здоровьем и выносливостью, так как внутренние органы не рассчитаны на многократно возросшую мышечную массу. Из-за повышенной массы индивидов, обладатели гипертрофированной мышечной массы в среднем бегают медленнее нормальных сородичей.

##### Мутация гена DEC2
Данный ген отвечает за регулирование количества сна, чтобы нам нормально функционировать. Его мутация позволяет сократить количество часов сна.

##### Мутация гена PEPCK-C
Увеличение Фосфоенолпируваткарбоксикиназа, как выяснилось при тестировании на мышах, улучшает сразу несколько параметров. Мутация многократно увеличивает выносливость, из-за чего солдат практически никогда не устает. Солдат дольше живет, дольше остается молодым и способным к размножению; удлиняется рассвет сил. Многократно увеличивается активность и агрессия. Вес уменьшается в 2 раза без уменьшения силы — что, к примеру, позволяет уместить больше солдат в технику или укрытие; при совмещении с мутациями Миостатина и Фоллистатина, это дает увеличенную силу при стандартных габаритах, так как обе мутации нивелируют недостатки друг друга: PEPCK-C делает солдата в 2 раза меньше, мутации Миостатина и Фоллистатина делают его в 2 раза больше, а в совокупности получается «в аккурат». Из побочных эффектов: в 2 раза увеличивается потребление пищи; увеличенная агрессия может привести к непредсказуемым последствиям.

##### Мутации химической устойчивости
Оззи Осборн имеет много мутантных генов, из-за которых он неуязвим для «бассейнов выпивки, кокаина, морфия, снотворного, сиропа от кашля, ЛСД» и прочей дряни; к примеру, мутация гена ADH4 выводит алкоголь из тела.

##### Мутация гена AS3MT
Данный ген делает человека невосприимчивым к многим ядам. К примеру, мышьяк не наносит никакого вреда такому мутанту.

##### Мутация Эктодермальной Дисплазии
Делает обладателя невосприимчивым к электричеству, позволяя влегкую выдерживать разряд в 20000 вольт. Так же, позволяет накапливать электрическую энергию, дабы дать разряд касанием, способный воспламенять предметы или вскипятить чайник. Славиша Пайкич является обладателем такой мутации.

##### Мутация гена SCN11A
Дает невосприимчивость к боли из-за малого количества натрия в клетках организма — сигналы боли не проходят. Однако, из-за невосприимчивости к боли человек может серьезно пораниться и не заметить этого.

##### Мутация «железного желудка»
Некоторые мутации приводят к ненормально прочной и толстой пищеварительной системе, более устойчивой к повреждениям. Мишель Лотито был обладателем такого гена — умудрялся без вреда для здоровья сгрызть множество металлических предметов, запивая это все минеральным маслом и водой.

##### Гиперакузия
Гиперакузия - многократно повышенная чувствительность слуха, из-за чего можно лучше слышать тихие и далекие звуки. Однако, даже обычные звуки ощущаются болезненными, громкие же ощущаются как взрыв.

##### Мутация Синдрома Марфана и белка фибриллин-1
В результате мутации, получается соединительная ткань с невероятной гибкостью. Человек способен гнуться и выворачиваться практически как угодно. Побочные эффекты — неестественно длинные конечности, уродства лица, проблемы со скелетом (лечится LRP5), нервной системой и сердцем, порой фатальные.

#### Проблемы современной генной инженерии
В настоящее время генная инженерия технически несовершенна, так как не способна контролировать процесс встраивания нового гена. Следовательно, невозможно предсказать место включения и влияние добавленного гена. Даже если местоположение гена можно определить после его включения в геном, доступная информация о ДНК очень неполная, чтобы предсказать результаты.

#### Синтетическая биология
Создание суперсолдата с нуля. Это относительно позволяет избежать этических ограничений, поскольку не затрагивает человеческое тело. Тем не менее, такой метод более трудоемок и требует невероятную точность в создании биохимических реакций с возможностью предсказать результаты.

## Этический аспект
Несмотря на то, что сама концепция супер-солдата выглядит привлекательно для вооруженных сил любого государства, вне зависимости от оправданий, их реализация не представляется повсеместно возможной из-за сложной морально-этической стороны такого вмешательства в естественную природу человеческого организма.
Эксперименты, направленные на улучшение человеческой природы, как внушают в граждан страх перед государством за свою собственную жизнь и «генетическую целостность», так и противоречат нормам, установленным множеством крупных религиозных течений, отрицающих правильность изменения человеческого тела, тем более с целью более эффективного уничтожения себе подобных.
В массовой культуре концепция супер-солдата чаще всего неразрывно связана с общим антиутопическим настроем тех или иных произведений, художественных фильмов, мультипликаций или видеоигр, где организации, отдельно взятые люди и/или государства создают супер-солдат, пользуясь тоталитарным режимом, отсутствием свободы слова и информации, либо действуя в строгой секретности.

## Стимуляторы
В прошлом
Химические и/или биологические стимуляторы умственных и/или физических способностей для ведения военных действий широко использовались на протяжении истории человечества. Чаще всего для кратковременного повышения боевых качеств солдат применялся алкоголь или стимуляторы растительного происхождения, такие как опиаты, галлюциногенные грибы и др.
В новое время
В XX веке были разработаны химические стимуляторы боевых качеств солдат. Так в вермахте и люфтваффе широко применялся первитин (метамфетамин), позволявший солдатам обходиться без сна в течение двух-трех дней. В Красной Армии широко применялся алкоголь («наркомовские 100 грамм») для кратковременного снижения чувства самосохранения у солдат во время массовых атак пехоты.

## Перспективы
Франция
В конце 2020 года появились сообщения о программе создания супер-солдат в армии Франции. По заявлению министра обороны Франции Флоранс Парли, Франция не имеет ближайших планов по чипированию солдат, но:

… нам следует иметь в виду, что не все разделяют наши [высокие] моральные принципы и мы должны быть готовы к любому развитию событий в будущем.
Оригинальный текст (англ.)But we must face the facts.  Not everyone shares our scruples and we must be prepared for whatever the future holds.

Другие страны

## В массовой культуре

### Кино и ТВ
- В фильме «Ультрафиолет» Вайолет является суперсолдатом.
- В серии фильмов «Обитель зла» суперсолдат — Элис.
- Во II и III эпизодах серии фильмов «Звёздные войны» присутствуют клоны охотника за головами Джанго Фетта.
- В фильме «Первый мститель» главный герой — генетически изменённый человек с целью сделать из него солдата будущего.
- Ханна. Совершенное оружие — в роли суперсолдата выступает Ханна — генетически модифицированная девочка 13 лет.
- В серии фильмов ««Универсальный солдат»[англ.]» главный герой Люк Деверо[англ.] оживлённый с применением технологии крионики.

### Видеоигры
- Вселенная Warhammer 40 000. Космодесантники Адептус Астартес изменённые генетически, являются суперсолдатами на службе человечества.
- Half-Life 2. Солдаты, служащие в элитных подразделениях Вооружённых Силах Альянса, изменены учёными, чтобы получить превосходство над врагами.
- Вселенная Halo. Обученные с детства и улучшенные физически солдаты проекта SPARTAN-II были специально созданы для борьбы с гораздо большим количеством противников. Игрок принимает роль Мастера Чифа — главного спартанца, и его задача — пробиться через полчища врагов, чтобы добиться цели. Вместе с физическими улучшениями, спартанцы одеты в самые лучшие экзоскелеты, когда-либо созданные человечеством, что позволяет им пройти через ожесточённую перестрелку и выйти невредимыми. Также существовали иные программы: SPARTAN-I (неудавшаяся попытка улучшить солдат-ветеранов, также известная как Проект ОРИОН), SPARTAN-III (более дешёвая программа по улучшению сирот до уровня суперсолдат и их применению в суицидальных миссиях, в которых применение других родов войск невозможно). В «Halo IV» присутствует новая программа SPARTAN-IV, по-сути являющаяся возрождением Проекта ОРИОН с помощью опыта и технологий из двух последующих программ. Теперь практически любой ветеран армии или многообещающий солдат ККОН может стать суперсолдатом, тем не менее уступающим Спартанцам второй программы.
- Return to Castle Wolfenstein и Wolfenstein: The New Order. Жертвы проекта Третьего Рейха Ubersoldat, накаченные суперстероидом, закованные в броню, значительно выше, сильнее, выносливее обычного человека, но глуповаты и медленно перемещаются.
- Psi-Ops. Игра о людях, обладающих сверхспособностями и специально тренируемых для войны и шпионских операций.
- Second Sight. Сюжет напоминает предыдущий пример. Злодей изучает детей со сверхспособностями, чтобы научиться передавать их своим элитным солдатам.
- Killing Floor. В игре присутствуют клоны-мутанты Specimen, первоначально создаваемые в Великобритании как суперсолдаты будущего. Но эксперимент пошёл не так, и они вырвались на свободу.
- No One Lives Forever 2. Суперсолдаты — секретное оружие для захвата власти над миром.
- Вселенная Fallout. Супермутанты — люди подвергшиеся воздействию военного Вируса Рукотворной Эволюции (ВРЭ).Ростом приблизительно 3,2 метра и весом приблизительно 360 кг. Их цвет кожи является преимущественно серым с оттенками зелёного. Их кожа чрезвычайно крепка, мускулатура и кости увеличены. Невосприимчивы к воздействию ядов, болезней и радиации. Побочные эффекты ВРЭ: супермутанты не отличаются высоким интеллектом, бесплодны.
- В играх серии Crysis бойцы спецназа США по сути являются суперсолдатами за счёт сверхтехнологичного костюма, обладающего по выбору бойца свойствами сверхброни, маскировки, скорости, силы и т. п.
- Final Fantasy VII и её компиляция. В армии мегакорпорации «Син-Ра» есть специальное подразделение под названием СОЛДАТ, состоящее из генетически модифицированных бойцов. Многие ключевые персонажи — СОЛДАТы.
- Prototype и Prototype 2. В этих играх суперсолдаты были созданы ГЕНТЕК с помощью штамма вируса «Чёрный Свет» (также известного как «Вирус Мерсера») DX-1118, который сделал их гораздо сильнее, быстрее и ловчее обычных солдат и морпехов. Были созданы специально для борьбы с Алексом Мерсером и Джеймсом Хеллером посредством ближнего боя.
- Infamous: Second Son. Суперсолдатами здесь выступают «Бетонные Рыцари» — бойцы спецназа со способностями к геокинезу, искусственно привитыми им от Августины Брук.
- Агент 47 в серии игр Hitman является суперсолдатом.
- Killer Instinct. Большинство бойцов от корпорации Ultratech, такие как Фулгор, Синдер, Риптор и другие, создавались как суперсолдаты.
- Resident Evil. Проекты «Tyran-T» и «Nemesis» — суперсолдаты от корпорации «Амбрелла».
- F.E.A.R-практически все наши противники это суперсолдаты с кибернетическими имплантами.
- Killzone-во всех частях есть суперсолдаты. От солдат в экзоброне до солдат в силовой броне.
- Mass Effect 2 и 3. Протагонист серии капитан Шепард по сути является суперсолдатом за счет кибернетических улучшений, вживленных в его тело после воскрешения из мертвых в начале 2 части. Значительно сильнее обычного человека и обладает повышенной реакцией, а также (при игре некоторыми отдельными классами) исключительными биотическими способностями.
- Metroid: протагонист игр этой серии, Самус Аран, её модификации тела и души можно расценивать как превращение в суперсолдата.

### В комиксах
- Некоторые персонажи комиксов получили свои суперсилы в результате экспериментов по созданию суперсолдат. Среди этих персонажей: Капитан Америка, Росомаха, Дэдпул, Люк Кейдж, Зелёный гоблин, Детстроук, Бэйн.
- Спаун — своеобразный суперсолдат адских сил.

### Комментарии
1. ↑  Ветеран Великой Отечественной войны кинорежиссёр Петр Тодоровский вспоминал[9]:
Вообще выдавали их только перед самой атакой. Старшина шёл по траншее с ведром и кружкой, и те, кто хотел, наливали себе. Те, кто был постарше и поопытнее, отказывались. Молодые и необстрелянные пили. Они-то в первую очередь и погибали. «Старики» знали, что от водки добра ждать не приходится.

### Сноски
1. 1 2 3 4 5 6 7 8  Илья Хель. 10 мутантных генов, которые сделают вас сверхчеловеком. hi-news.ru. Дата обращения: 12 декабря 2021. Архивировано 12 декабря 2021 года.
2. 1 2  Mysterious People with Unbreakable Bones | Mysterious Universe (амер. англ.). mysteriousuniverse.org. Дата обращения: 12 декабря 2021. Архивировано 12 декабря 2021 года.
3. ↑  Необходимо задать параметр title= в шаблоне {{cite web}}.  (амер. англ.). pubmed.ncbi.nlm.nih.gov.
4. ↑  Необходимо задать параметр title= в шаблоне {{cite web}}.  (амер. англ.). www.nature.com.
5. ↑  Неспящие мутанты: Повод для зависти. Популярная механика. Дата обращения: 12 декабря 2021. Архивировано 12 декабря 2021 года.
6. ↑  Как в Третьем рейхе использовали наркотики Архивная копия от 12 ноября 2020 на Wayback Machine, BBC, 8.10.2016
7. 1 2  Как водка победила метамфетамин Архивная копия от 1 июня 2021 на Wayback Machine, «Новая Газета», 21.02.2017
8. ↑  «Танковый шоколад» Архивная копия от 28 октября 2020 на Wayback Machine, «Новая Газета» 03.04.2015
9. ↑  «Итоги», 19.06.2001.
10. ↑  France to start research into 'enhanced soldiers' Архивная копия от 10 декабря 2020 на Wayback Machine, BBC, 10.12.2020